# Federazione calcistica del Gambia
La Federazione calcistica del Gambia (in inglese Gambia Football Federation, acronimo GFF) è l'ente che governa il calcio in Gambia.
Fondata nel 1952, si affiliò alla FIFA e alla CAF nel 1966. Ha sede nella capitale Banjul e controlla il campionato nazionale, la coppa nazionale e la Nazionale del paese.